# Villa mauresque (Hyères)
Pour les articles homonymes, voir Villa mauresque (homonymie).
La villa mauresque qui se situe au 2, avenue Jean-Natte, à Hyères, a été réalisée en 1881 par l’architecte Pierre Chapoulart pour l’industriel Alexis Godillot dans un style orientaliste.
Elle est classée bâti remarquable en zone AVAP.

## Historique
Alexis Godillot reçut la reine Victoria dans les jardins de la villa mauresque en 1892. Ladite villa était destinée à la fois aux réceptions données par l'industriel, mais aussi à la location aux hivernants.
D'autres propriétés hyéroises d'Alexis Godillot furent aussi l'objet de locations, ainsi, le chalet appelé « Solitude » à R. L. Stevenson qui a passé deux années en 1883 et 1884 à Hyères où il reçut les soins du docteur Vidal, son ami et médecin, pour traiter son emphysème pulmonaire.
Les demeures d’Alexis Godillot qui sont essentiellement la maison Saint-Hubert au 70, avenue des Îles-d’Or et la villa mauresque, dominent son vaste domaine. Une autre des réalisations de Pierre Chapoulart (il en fait sa résidence et le lieu de son agence) est la villa Tunisienne à Hyères.

## Architecture
Un ensemble cohérent architectural avec des arcs outrepassés, des merlons, un belvédère-minaret à coupole, des rinceaux. Cependant, la structure est celle d’une villa classique contemporaine avec un soubassement pour les communs, un rez-de-chaussée avec salon, une salle à manger, cuisine et bureau, et les chambres à l’étage.

## Jardin
Ce bâtiment est largement ouvert sur un jardin ornementé par des végétaux appropriés, tels les orangers, les palmiers et les yuccas.